# Majnabbe

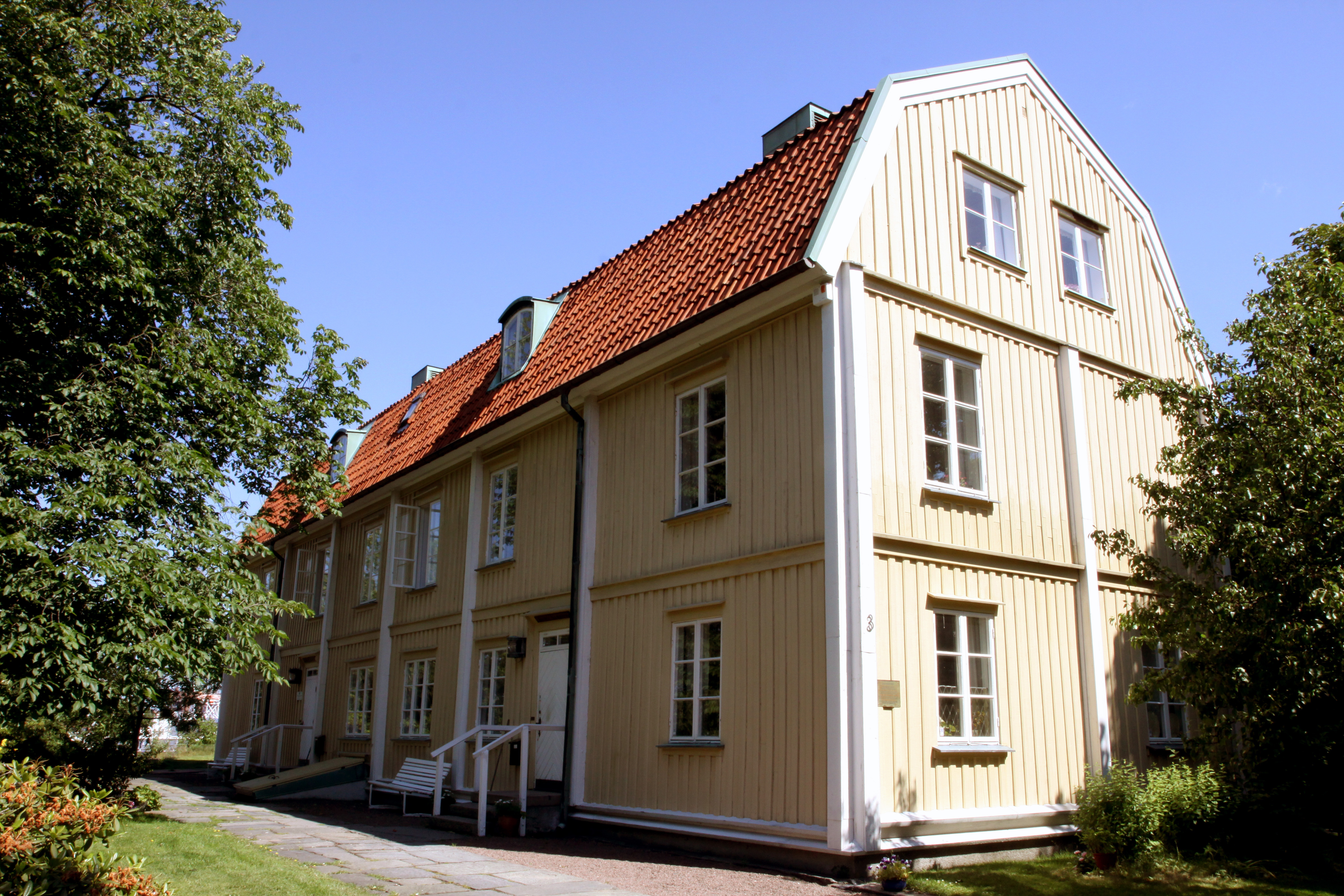
Taubehuset på Majnabbeberget.

Majnabbe är ett område, ett berg – Majnabbeberget som Taubehuset numera vilar på – och en hamn i stadsdelen Majornas 2:a rote vid Södra älvstranden i Göteborg. Egendomen köptes 1897 av Göteborgs stad. Området omfattade från början 138 141 kvadratalnar.

## Historia
Namnet påträffas första gången 1763 som Maye-Nabbe, Mayornas Nabbe 1773, Marienabbe kring 1815, Maje nabb 1855, Majenabbe 1860-1897 och Majnabbe 1898. Namnet - nabbe betyder 'utskjutande udde' [i Göta älv]. Om förleden Maj -, se Majorna.
S.F. Swenssons salteri, även kallat Maye-Nabbe, var 1763 ett salteri på platsen som detta år såldes på auktion. Det tillhörde 1773 "V. Beckman, G. Beijer och Schutz", som då önskade avyttra det. Direktör Beijer står som ensam innehavare i 1786 års mantalslängd, och 1792 köptes det av Jonas Kjellberg av Varvet Kustens intressenter. Under segelskeppens tid låg vid bryggorna både in- och utländska seglare, som lastade trävaror, tjära och fisk och i returlast tog hem hudar, talg med mera. Området ägdes från 1812 av grundläggarens brorsbarn, Carl Fredrik och Jonas Anders Kjellberg i förening med deras svåger A. Broddelius under firma J.A. & C.F. Kjellberg & C:o vilka bedrev omfattande skeppsbyggeri. Hamndelen utvecklades nu till en modern lastageplats. "Från Ryssland importerades hampa, tjära och talg,från Norge sill, tran och gråsej, men oftast gällde det kaffe, socker, hudar och andra kolonialvaror. Själen i dessa mångsidiga och högst betydliga affärer var onekligen Broddelius.". År 1821 anlades ett segelduksväveri på platsen av Carl Fredrik Kjellberg, som sysselsatte ett hundratal vävare och väverskor. Majnabbeängen användes till blekning av segelduksväven.
Tidigt kom Majnabbe även att innehålla trävarurörelser, såsom Kjellbergarnas, det Hegardtska handelshuset, Trävaruaktiebolaget Dalarna, trävaruhandlanden Fr. Cöster, firman L.G. Bratt & Co och Bark & Warburgs snickerifabrik (grundat 1861) som arrenderade egendomen av staden, flyttade dit 1888 med sina stora virkeslador. Träfirman Strömman & Larsson på Hisingen köptes 1930 av Bark & Warburg och då staden avsåg att utvidga hamnen vid Majnabbe, flyttades rörelsen successivt över dit. De återstående torkladorna och upplagsplatserna fick från 1940-talet användas till vinterförvaring av fritidsbåtar. Järnvägens hamnbana slutade vid Bark & Warburg.  
Öster om Majnabbe låg hamnplatsen Majviken och sydväst om låg Varvet Kusten. Majnabbeområdet avgränsades därmed av Kustgatan i söder och väster, Göta älv i norr och Majviken i öster. Innanför ligger Kusttorget sedan 1841. Majnabbegatan var en tillfart till området som fick sitt namn 1954. Majviksallén gick från Kusttorget till älven ända fram på slutet av 1800-talet.
Majornas första brandstation uppfördes 1870 på "Ankeberget", mittemot Carl Johans kyrka i Majnabbeområdet. Den 5 augusti 1918 sålde stationen sin sista häst, för att övergå till bilar. Det fanns då en brandförman, sju "ordinarie brandkarlar" och nio extra på stationen.

### Byggnader
- Vid Gamla Kusttorget låg en portvaktsstuga. På platån bakom den villa som uppfördes 1905 av stadsarkitekten i Göteborg Carl Fahlström, tillkom redan år 1782 en inspektorsbostad. Sista inspektorn var Ch. Eriksson. Till bostaden hör ett lusthus, strax söder om.
- På den sydvästra delen av Majnabbe stod Kustens hus.
- Taubehuset på Majnabbeberget, som år 1967 flyttades ifrån Klippan i och med att Oscarsleden byggdes där.
- Villa Majviken på Majnabbeberget, med en ålder från minst mitten av 1800-talet. Enligt bevarandeplanen för Göteborg skyddas villan. [11] Villan ägs av Göteborgs kommun via Higab. [12]

## Sveaborg
På Kusttorgets västra sida låg egendomen Sveaborg, som var en typ av landeri med trädgårdar och vacker bebyggelse. Peter Lundbeck var ägare till egendomen i början av 1800-talet. Från "corps de logis" gavs här en bra utsikt åt havet samt av alla fartyg som kom och gick. Änkefru Lundbeck överlät efter makens död upplåtelserätten av den norra trädgården, med en areal av 4 467 kvadratalnar, till "captain" E.H. Åkerman. Avsöndringen delades upp i två tomter, nr 23 och 24. Återstående del av Sveaborg bildade tomt nr 22, med en areal av 7 220 kvadratalnar. Sveaborg var en avsöndring från det gamla "Marie nabbe". Landeriet omgavs i väster av tomtplatserna Kronan och Springstjernan, i öster av Majviken, Triton och Grimsberg samt den höjd, som vanligtvis kallades Svinberget. "Landsvägen från Götheborg" - nu Carl Johansgatan - begränsade i söder. Det var "indelningshavaren" på Älvsborgs Kungsladugård som ursprungligen upplåtit dessa platser och de sorterade under den domänen i jordeboken.